# Lunghinpas
De Lunghinpas is een bergpas in de Rätische Alpen met een hoogte van 2645 meter. De pas verbindt het dal van de Julia (stroomgebied van de Rijn) bij Bivio met dat van de Inn bij Maloja.

## Waterscheiding
De pas vormt een drievoudige waterscheiding tussen Rijn, Donau en Po en zo ook tussen de Noordzee, de Zwarte Zee en de Middellandse Zee. Ten westen van de Lunghinpas loopt de hoofdkam van de Alpen tezamen met de Europese waterscheiding. Hier stroomt het water in het noorden naar de Noordzee en ten zuiden van de hoofdkam naar de Middellandse Zee. Ten oosten van de Lunghinpas stromen beide zijden van de Alpen af naar de Middellandse Zee. De gebieden ten noorden van de hoofdkam stromen er via de Donau naar de Zwarte Zee (die in verbinding staat met de Middellandse Zee).